# Paradisparakit
Paradisparakit (Psephotellus pulcherrimus) är en utdöd fågel i familjen östpapegojor inom ordningen papegojfåglar som tidigare förekom i Australien.

## Kännetecken
Fjäderdräkten var mycket färgglad, även jämfört med andra papegojor, en blandning av turkos, blått, scharlakansrött, svart och brunt. Arten uppvisade en könsdimorfism, om än inte lika tydlig som hos den svarthuvade parakiten och gulskuldrade parakiten. Hanens panna var klarröd medan honans panna var gulbrun. Honan hade överlag en mer brunaktig fjäderdräkt än hanen, även om vissa likheter fanns i fjäderdräkten. Svansen var nästan samma längd som kroppen. Trots detta och att arten hade en snabb och böljande flykt så tillbringade den nästan all sin tid på marken.

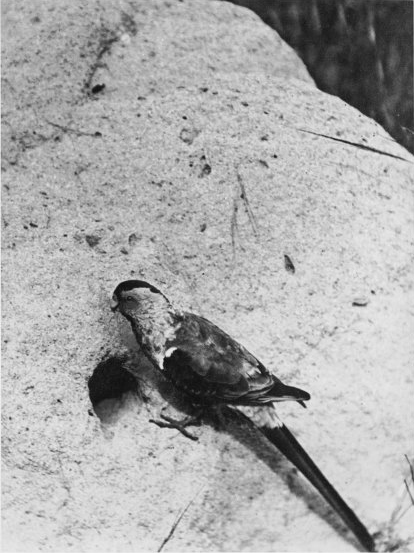
Fotografi från 1922 av en vild paradisparakit, Burnett River, Queensland.

Paradisparakiter levde i par eller små familjegrupper, vilka gjorde sina bon i ihåliga termitstackar och liknande platser på eller nära marknivån. Häckningen skedde i perioden december till mars, och i boet lades sedan tre till fem ägg. Födan bestod, såvitt är känt, mestadels av gräsfrö. 

## Utbredning och utdöende
Fågeln förekom tidigare i gränstrakterna mellan Queensland och New South Wales i östra Australien. Från att ha varit relativt vanligt förekommande i sitt utbredningsområde så började arten bli allt mer sällsynt i slutet av 1800-talet. Arten ansågs vara utdöd 1915 men den sista bekräftade iakttagelsen av en paradisparakit gjordes den 14 september 1927. IUCN kategoriserar arten som utdöd. Det har spekulerats i anledningen till att arten dog ut. Några förklaringar som framförts har varit att arten jagades hårt av fågelsamlare och invasiva arter, som t.ex. katter, överbetning och okontrollerade bränder.

## Systematik
Fågeln placerades tidigare i släktet Psephotus. DNA-studier visar dock att arterna i släktet inte är varandras närmaste släktingar.